# الاتحاد الرياضي اليوناني بالإسكندرية
نادي الاتحاد الرياضي اليوناني بالإسكندرية أو نادي الجالية اليونانية بالإسكندرية (باليونانية: Αθλητική Ένωση Ελλήνων Αλεξανδρείας) يعرف اختصارًا AEEA هو نادي رياضي يخدم المجتمع اليوناني، يقع بمنطقة الشاطبي في الإسكندرية، مصر. تأسست عام 1910 باللونين الأزرق والأبيض وشعار النسر ذي الرأسين. وفي وقت لاحق، تم دمج نادي اليونانيين لكرة القدم بالإسكندرية، والذي تأسس أيضًا عام 1910، في (الاتحاد الرياضي اليوناني بالإسكندرية). على مدار تاريخه، كان لدى الاتحاد كرة القدم للرجال والسيدات، كرة السلة للرجال والسيدات، كرة الطائرة للرجال والسيدات، الجمباز، ألعاب القوى، الهوكي، وتنس الطاولة. وتنافس النادي على ملعب الجالية اليونانية بالإسكندرية.
عضو إقليمي في الاتحاد اليوناني لألعاب القوى (SEGAS) في مصر، فاز بالعديد من البطولات المحلية. شارك قسم ألعاب القوى في العديد من البطولات الوطنية وأخرج العديد من الأبطال الوطنيين. وفي يوليو 1939 بدأت الجمعية في إصدار مجلة رياضية بعنوان "Athletiki Enosis"، وهي نشرة الاتحاد الرياضي بالإسكندرية اليونانية، والتي ظلت تصدر حتى عام 1975 على الأقل.

## الأنشطة الرياضية

### ألعاب القوى
وفي ألعاب القوى الكلاسيكية، شاركت الرابطة في العديد من البطولات الوطنية وكذلك في البطولات المحلية لسيجاس مصر. لقد أنتجت العديد من الرياضيين العظماء. العديد منهم خدموا كرياضيين في المنتخب الوطني، مثل نيكولاو في سباق 60 مترًا، وجيرولايمو في الوثب الطويل ورمي القرص ودفع الجلة، ألكسندروس بابافيجوس في سباقات السرعة، ك. فاروتسيس في القفزات، أ. بارودوس أيضًا في القفز، هاتزيكوستاس في دفع الجلة، جيانوبولوس وأسود في رمي القرص، كوتلاكي، بورز، آني شوك، سوارتز ونيكولاو في سباق الدراجات النارية، مها في رمي القرص[5]، فلاستوداكي في رمي الرمح الذي حطم الرقم القياسي المصري بشكل متكرر.
في عام 1955، فاز الاتحاد ببطولة الأندية المصرية برصيد 69 نقطة مقابل 68 لـ القاهرة الوطنية، بـ 6 ميداليات ذهبية و5 فضية و7 برونزية. وكان جميع الرياضيين من المغتربين باستثناء مصري واحد.

### كرة القدم

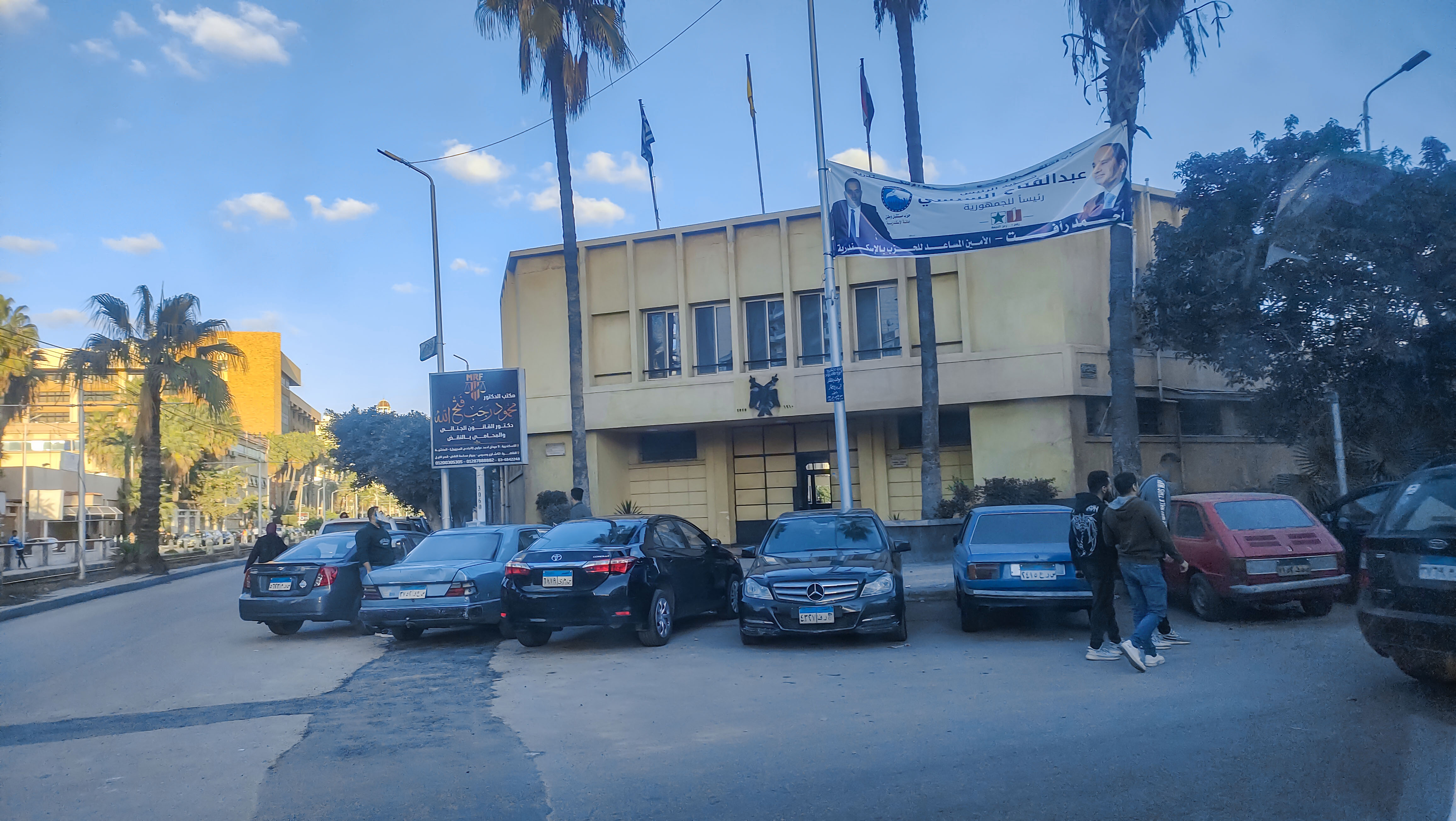
بوابة النادي بمنطقة الشاطبي

كان قسم الكرة يكافح مبكرا في البطولة المحلية حيث فاز الإسكندرية عدة مرات بالدوري الكبير مع العدو "جونو ريجكريسيون". في ذلك الوقت كانت في مصر ثلاث بطولات محلية - إقليمية: القاهرة والإسكندرية والسويس. أول عرض للدوري المصري .
مع تقديم الدوري إلى مصر، لعبت نادي يونان الإسكندرية لمدة عامين في الدوري المصري الممتاز ولها العديد من المظاهر في الدوري. المرة الأولى في 1948–1949 احتل المركز التاسع برصيد 17 نقطة، 5 انتصارات، 7 تعادلات، 8 هزائم وانتهى بنتيجة 20–30. و1949–1950، يحتل المركز العاشر برصيد 14 نقطة، 4 انتصارات، ستة تعادلات، 8 هزائم، وينتهي بنتيجة 16–29.
بعد عام 1960، عندما تقلصت الجالية اليونانية، شارك قسم كرة القدم في بعض الأحيان في البطولات أو البنية التحتية المحلية للإسكندرية.

### كرة السلة

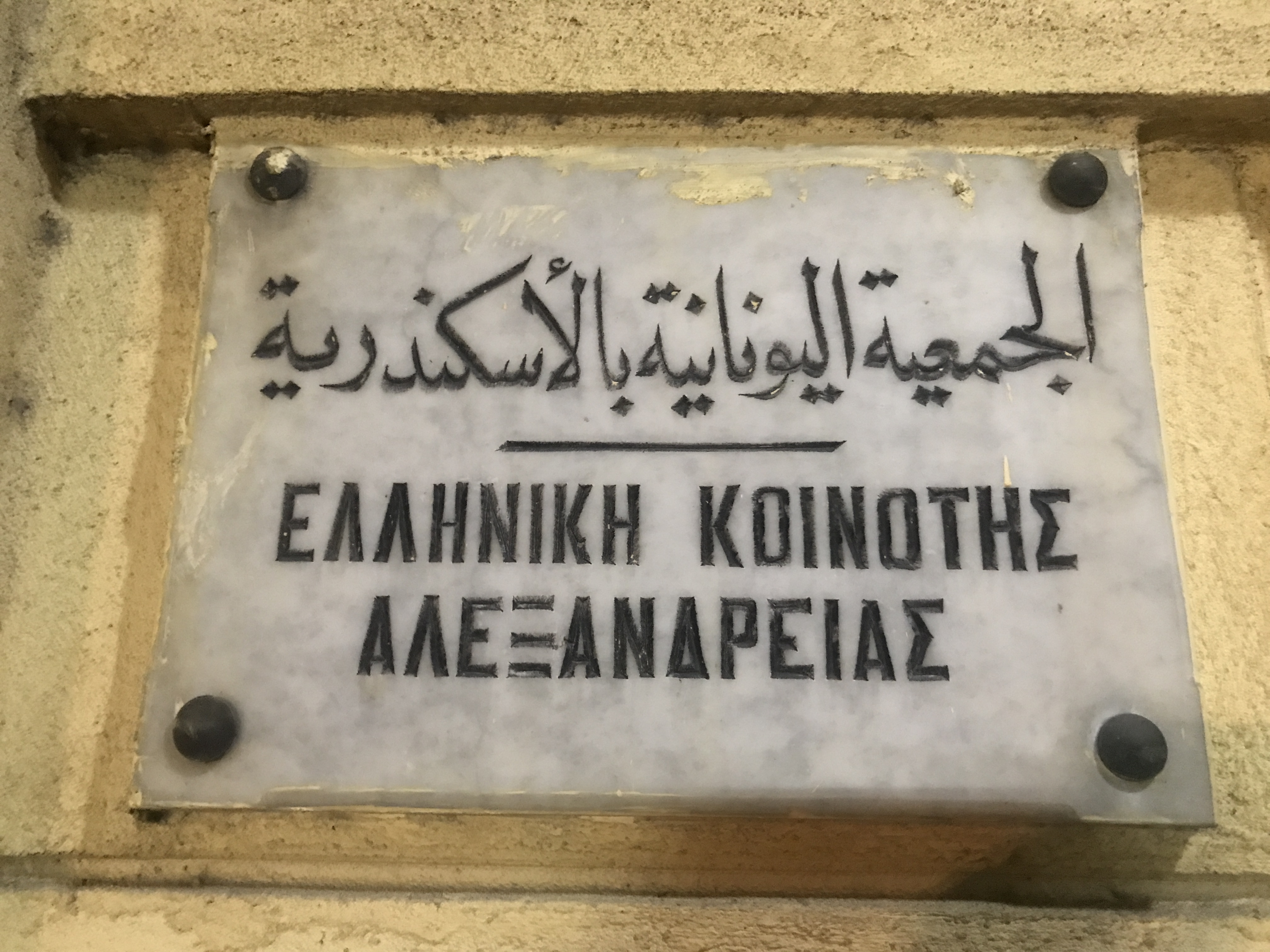
لوحة رخامية في مدخل النادي

أقسام كرة السلة شاركت نادي يونان الإسكندرية في البطولات المحلية للمفتشية المحلية SEGAS وفازت بالعديد منها.

### الكرة الطائرة
شاركت أقسام نادي يونان الإسكندرية الكرة الطائرة في البطولات المحلية للمفتشية المحلية SEGAS وفازت بالعديد منها.

### الهوكي
تأسس قسم الهوكي عام 1937 وكان من أوائل المجموعات التي قامت بنشر هذه الرياضة في مصر. أولى مباريات الدوري بسبب عدم إتقان اللغة الإنجليزية كانت من قبل المجموعات العسكرية ومجموعة "الاتحاد الفرنسي" التي تفككت في الدورة وانضم الرياضيون إلى اتحاد نادي يونان الإسكندرية. وبحلول نهاية الحرب العالمية الثانية شارك في الدوري المصري دور رائد في العديد من الأحداث الرياضية.

### تنس الطاولة
يضم قسم تنس الطاولة في نادي يونان الإسكندرية العديد من الرياضيين المشاركين بشكل أساسي من المغتربين والبطولات المحلية بالإسكندرية. أعظم رياضي تم الكشف عنه أليكوس كاسافيتس، بطل مصر عام 1948 وبعدها أستراليا عندما هاجروا هناك. شارك فريق كاسافيت مع المنتخب الوطني في بطولة العالم عام 1939 وفي البطولة الفردية اليونانية عام 1950، حيث خسرت المباراة النهائية بنتيجة 3-0 ليفينتيس وحصلت على المركز الثاني في فريق بانلينيونيكيس. في نفس الحدث من حيث نادي يونان الإسكندرية شارك كل من: فافاكيس، أندرياديس. انظر أيضًا، كان بسياكيس بطل مصر الشاب في عام 1959  وأظهر بينغ بونتيس الأخرى.
وسلط القسم النسائي الضوء على العديد من الرياضيين الكبار. وكان من بينهم: لايت وجوز الهند، اللذان انتقلا إلى باناثينايكوس. حتى أن جوز الهند قد نما بطل مصر في بطولة البنات (تحت 17 عامًا) في عام 1965. كما سلطت تاليا الضوء على كيرياكو، بطلة مصر للفتيات والمركز الثاني في البنات 1967  وكيكي كارامبيلا، هوموجيني [بحاجة لتوضيح] دوري أبطال أوروبا 1959.